# Oxypoda perita
Oxypoda perita är en skalbaggsart som beskrevs av Thomas Casey 1911. Oxypoda perita ingår i släktet Oxypoda och familjen kortvingar. Inga underarter finns listade i Catalogue of Life.